# PH响应性聚合物
pH敏感或pH响应聚合物是通过改变其尺寸来响应周围介质的pH變化的材料。材料可能會膨脹、塌陷或發生變化，具體取決於其環境的 pH 值。這種行為是由於聚合物鏈中存在某些官能團而表現出來的。 pH 敏感材料可以是酸性或鹼性的，響應鹼性或酸性 pH 值。這些聚合物可以針對不同的應用設計出許多不同的結構。 pH 敏感聚合物的主要用途是受控藥物輸送系統、仿生學、微機械系統、分離過程和表面功能化。
在生物应用中，阳离子聚合物因其易与细胞膜形成电荷相互作用而面临单核吞噬细胞系统 （mononuclear phagocyte system，MPS）快速清除，起效前便沉积于肝脾，循环时间短；阴离子聚合物虽与细胞膜之间无电荷相互作用，也可规避网状内皮系统 （reticulo-endothelial system，RES）及肾脏快速清除，循环时间长，却无疗效。为克服上述两者缺点，pH响应性聚合物应运而生，其弱酸或弱碱基团于环境pH值变化时接收或释放质子产生响应性，质子化前可规避机体清除，质子化后亦可起效。

## 类型
pH敏感聚合物可分為兩類，酸性聚合物(如-COOH和-SO3H)和鹼性聚合物(-NH2)。兩者的反應機制相同，只是刺激因素不同。該聚合物的一般形式是一個具有功能性“懸掛基團”的骨架。當這些官能團在一定的pH水平下離子化時，它們獲得一個電荷(+/-)。相同電荷之間的碰撞導致聚合物的形狀發生變化。
聚合物的pH响应功能不仅取决于可电离基团pKa值，亦取决于可电离位点间相互作用。伊辛模型（Ising model）提出于1925年，用以描述物质铁磁性，如今也用于描述聚电解质电离行为。理想线性聚电解质中，可电离位点皆等效，对质子亲和力相同。高pH值下，所有位点皆去质子化，在逐渐酸化过程中，相邻质子化基团间可能产生相互排斥，因此链位点倾向于交替质子化以最小化自由能，直到半数质子化，形成交替质子化、未质子化的聚电解质链段。此时，每个未质子化位点都有两个质子化邻居，若要再质子化，须克服两对相互作用，因此需要在更强酸性下才能质子化另一半基团。对于树枝状聚合物，质子化三分之二后，剩余基团质子化将面临三对相互作用阻碍，因此相对于理想线性聚合物，质子化平台区升高至三分之二，且剩余基团pKa移向更酸性。梳状聚合物则在侧链质子化后克服一对相互作用，以质子化主链的一半位点，再克服三对相互作用质子化剩余位点，呈现更复杂的表观质子化曲线。因此，利用可电离基团间相互作用，可通过优化结构调整聚合物响应不同pH区间。

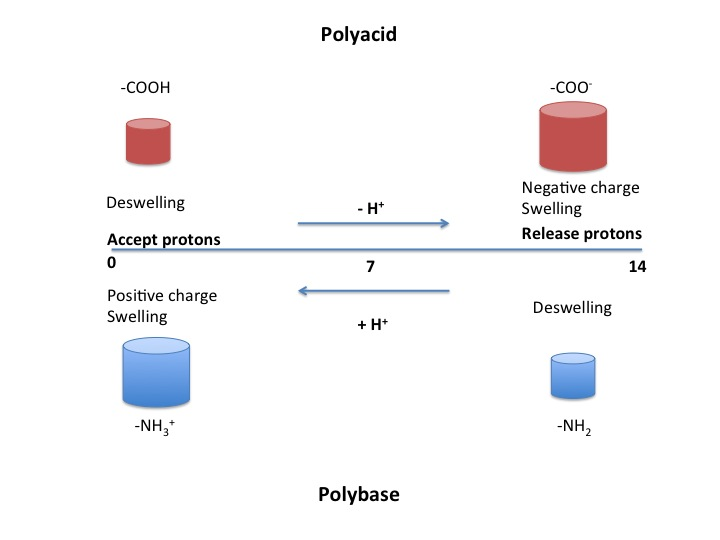
多元酸和多元碱在不同 pH 条件下行为的总结。

### 多元酸
多元酸，也称为阴离子聚合物，是具有酸性基团的聚合物。酸性官能團的實例包括羧酸(-COOH)、磺酸(-SO3H)、膦酸和硼酸。多元酸在低pH值下接受質子。在較高的pH值下，它們會去質子化並帶負電。负电荷产生排斥力，导致聚合物膨胀。当pH值大于聚合物的pKa时，就会观察到这种溶胀行为。例子包括聚甲基丙烯酸甲酯聚合物和乙酸邻苯二甲酸纤维素。

### 多元碱
多元鹼是多元酸的基本等價物，也稱為陽離子聚合物。它們像多元酸一樣在低pH值下接受質子，但隨後它們就會帶正電。相反，在較高的 pH 值下，它們呈中性。當 pH 值小於聚合物的 pKa 時，會出現溶脹行為。

### 天然聚合物
儘管許多資料都談到合成 pH 敏感聚合物，但天然聚合物也可以表現出pH響應行為。例子包括殼聚醣、透明質酸、藻酸和葡聚醣。殼聚醣是一個經常使用的例子，它是陽離子的。由於DNA帶負電荷，DNA 可以附著在殼聚醣上，作為將基因傳遞到細胞的一種方式。另一方面，海藻酸是陰離子的。 它經常被評價為用於藥物遞送應用的鈣鹽。天然聚合物具有吸引力，因為它們表現出良好的生物相容性，這使得它們可用於生物醫學應用。然而，天然聚合物的一個缺點是研究人員可以更好地控制合成聚合物的結構，因此可以針對特定應用設計這些聚合物。

透明质酸的化学结构

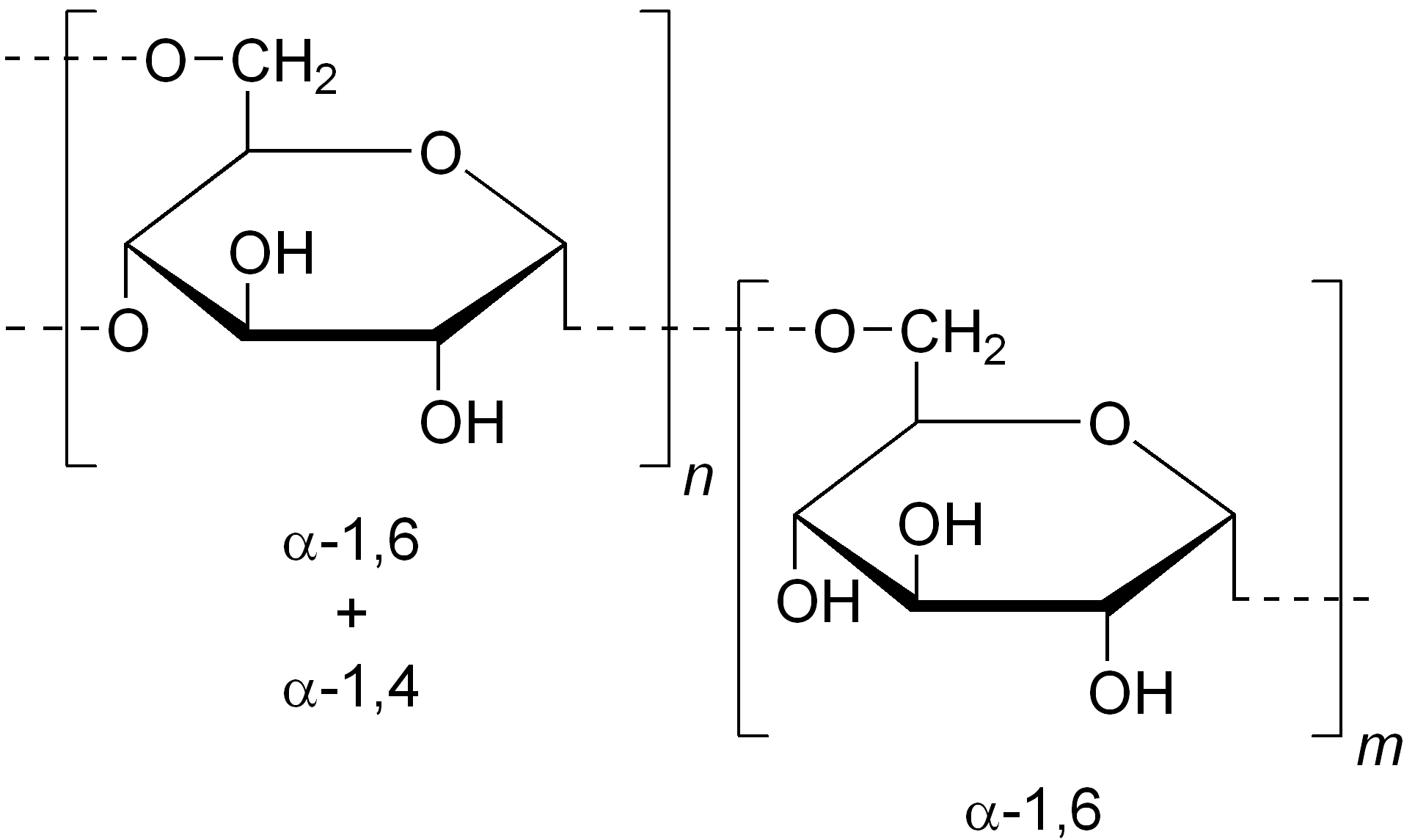
右旋糖酐的化学结构

壳聚糖的化学结构

### 多重刺激聚合物
聚合物可以设计为响应不止一种外部刺激，例如 pH 值和温度。通常，这些聚合物被构造为共聚物，其中每种聚合物显示一种类型的响应。

## 结构
pH 敏感聚合物採用線性嵌段共聚物、星形、支化、樹枝狀、刷狀和梳狀結構製成。不同結構的聚合物將自組裝成不同的結構。這種自組裝的發生可能是由於聚合物和溶劑的性質，或由於 pH 值的變化。 pH 值的變化也會導致較大的結構膨脹或消膨脹。例如，嵌段共聚物通常形成膠束，星形聚合物和支化聚合物也會形成膠束。然而，星形和支化聚合物可以形成桿狀或蠕蟲狀膠束，而不是典型的球體。刷狀聚合物通常用於修飾表面，因為它們的結構不允許它們形成像膠束這樣的更大結構。

## 对pH值变化的响应
通常，對不同pH值的反應是膨脹或消膨脹。例如，多元酸在高pH值下釋放質子而帶負電。由於聚合物鏈通常與同一鏈的其他部分或其他鏈非常接近，因此聚合物的帶相同電荷的部分彼此排斥。這種排斥導致聚合物溶脹。
聚合物还可以响应pH值的变化而形成胶束（球體）。這種行為可能發生在線性嵌段共聚物中。如果共聚物的不同嵌段具有不同的性質，則它們可以形成一種類型的嵌段在裡面、一種類型在外面的膠束。例如，在水中，共聚物的疏水性嵌段可能最終位於膠束的內部，而親水性嵌段位於外部。此外，pH 值的變化可能會導致膠束根據所涉及的聚合物的特性交換其內部和外部分子。

胶束图，显示在水溶液中分子的亲水部分如何位于球体的外部，疏水部分如何位于球体的内部。

除了簡單地隨著 pH 值的變化而膨脹和消膨脹之外，其他反應也是可能的。 研究人員創造出了隨著 pH 值變化而經歷溶膠-凝膠轉變（從溶液到凝膠）的聚合物，但在某些 pH 值下也會從硬凝膠變為軟凝膠。

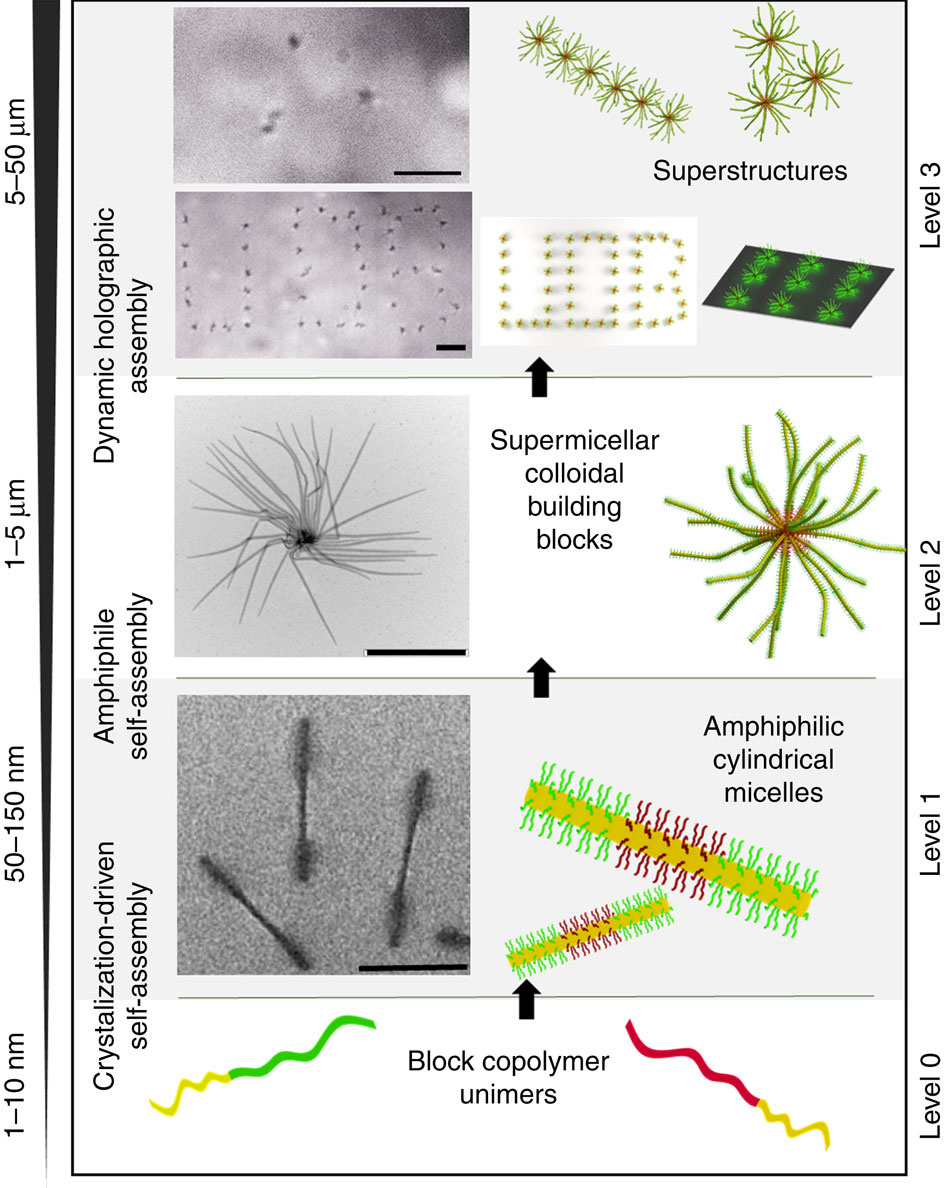
共聚物可以组装成胶束，然后胶束可以组装成更大的结构。该组装可能依赖于 pH 值。

## 合成
pH 敏感聚合物可以使用幾種常見的聚合方法合成。官能團可能需要受到保護，以便它們不會發生反應，具體取決於聚合類型。聚合後可以去除掩蔽，以便它們重新獲得 pH 敏感功能。活性聚合通常用于制造 pH 敏感聚合物，因为最终聚合物的分子量分布是可以控制的。例子包括基团转移聚合(GTP)、原子转移自由基聚合(ATRP)和可逆加成-断裂链转移(RAFT)。接枝共聚物是一種流行的合成類型，因為它們的結構是帶有支鏈的主鏈。可以改變分支的組成以獲得不同的特性。水凝胶可以通过乳液聚合来生产。

## 表征

### 接触角
可以使用多种方法来测量聚合物表面上水滴的接触角。接触角值用于量化聚合物的润湿性或疏水性。

### 肿胀程度
等于(溶胀重量-消溶胀重量)/消溶胀重量*100%并且通过溶胀之前和之后聚合物的质量来确定。这表明聚合物在 pH 值变化时膨胀了多少。

### pH临界点
觀察到分子排列方式發生顯著結構變化的 pH 值。這種結構變化並不涉及破壞鍵，而是涉及構象的變化。例如，溶脹/消溶脹轉變將構成可逆構象變化。 pH 臨界點的值可以通過檢查作為 pH 函數的溶脹百分比來確定。研究人員的目標是設計能夠在特定應用的 pH 值下轉變的分子。

### 表面变化
共焦显微镜、扫描电子显微镜、拉曼光谱和原子力显微镜都用于确定聚合物表面如何响应 pH 值而变化。

## 应用领域

### 纯化分离
pH敏感聚合物已被考虑用于膜中。 pH 值的变化可能会改变聚合物让离子通过的能力，从而使其发挥过滤器的作用。

### 表面改性
pH敏感聚合物已被用来修饰材料的表面。例如，它们可用于改变表面的润湿性。

### 生物医学用途
pH响应性聚合物在血液环境下由于疏水性而形成较为紧密自组装结构，避免受机体清除。而炎症、肿瘤等环境变化使pH降低至其pKa以下时，氨基质子化转变为亲水，驱动自身分解以释放内容物。肿瘤微环境独特pH值特征显著，其胞外pH值在6.0附近，与此相比正常细胞为7.4左右，肿瘤细胞溶酶体pH同样低于正常细胞溶酶体，pH响应性纳米颗粒便可利用此酸碱性差别产生作用，增强抗癌效果的同时降低全身毒性。华南理工大学王均教授团队所设计纳米材料在肿瘤pH环境下可灵敏产生质子化转变，暴露内部促进膜溶解能力的聚合物片段，增强对肿瘤细胞毒性，产生抗肿瘤效果。山东大学张娜教授团队使用聚组氨酸以及PEG作骨架，制备pH以及还原双响应性胶束，负载 CpG、IL-15 等，在酸性和还原环境中可释放荷载至淋巴结，产生抗肿瘤效果。
除抗肿瘤应用外，基因递送过程中pH响应性聚合物可一边造成内体海绵效应，一边质子化暴露内部阳离子基团，破坏内体膜促进逃逸，通过选择不同阳离子侧基对阳离子纳米颗粒(cationic nanoparticles，cNP)进行pH响应性改性可赋予其更强内体逃逸功能。
pH敏感聚合物已用于药物输送。例如，它们可用于释放特定量的胰岛素。